# Sơn dương đuôi dài
Sơn dương đuôi dài hay còn gọi là Ban linh đuôi dài (danh pháp hai phần: Naemorhedus caudatus) là một loài động vật có vú trong họ Bovidae, bộ Artiodactyla. Loài này được Milne-Edwards mô tả năm 1867. Trong tiếng Anh, loài này có tên thường gọi Long-tailed goral.
Những loài goral (thuộc chi Naemorhedus) có tên gọi theo tiếng Trung Quốc là 斑羚, phiên âm Hán Việt là ban linh.

## Hình ảnh

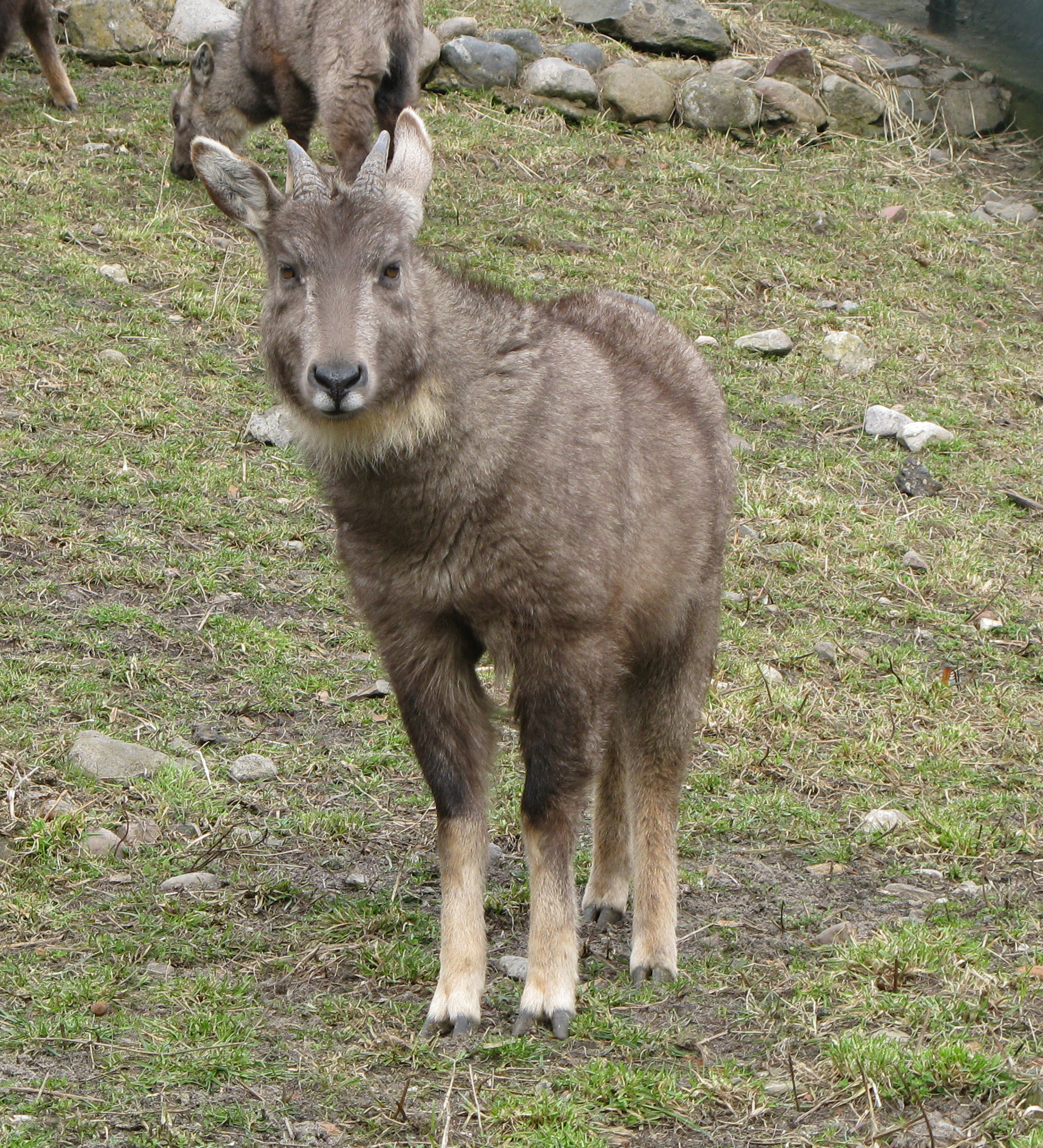
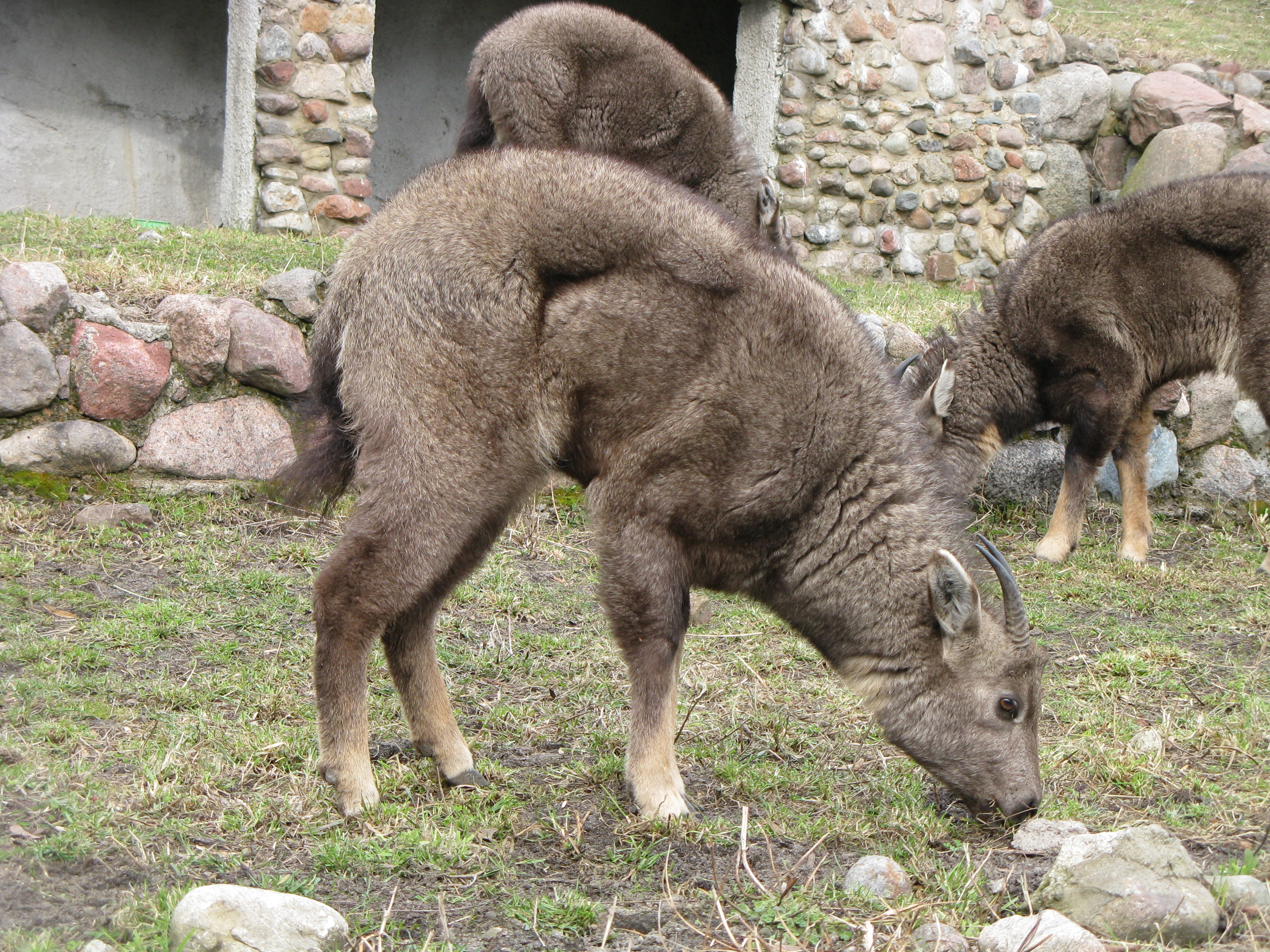
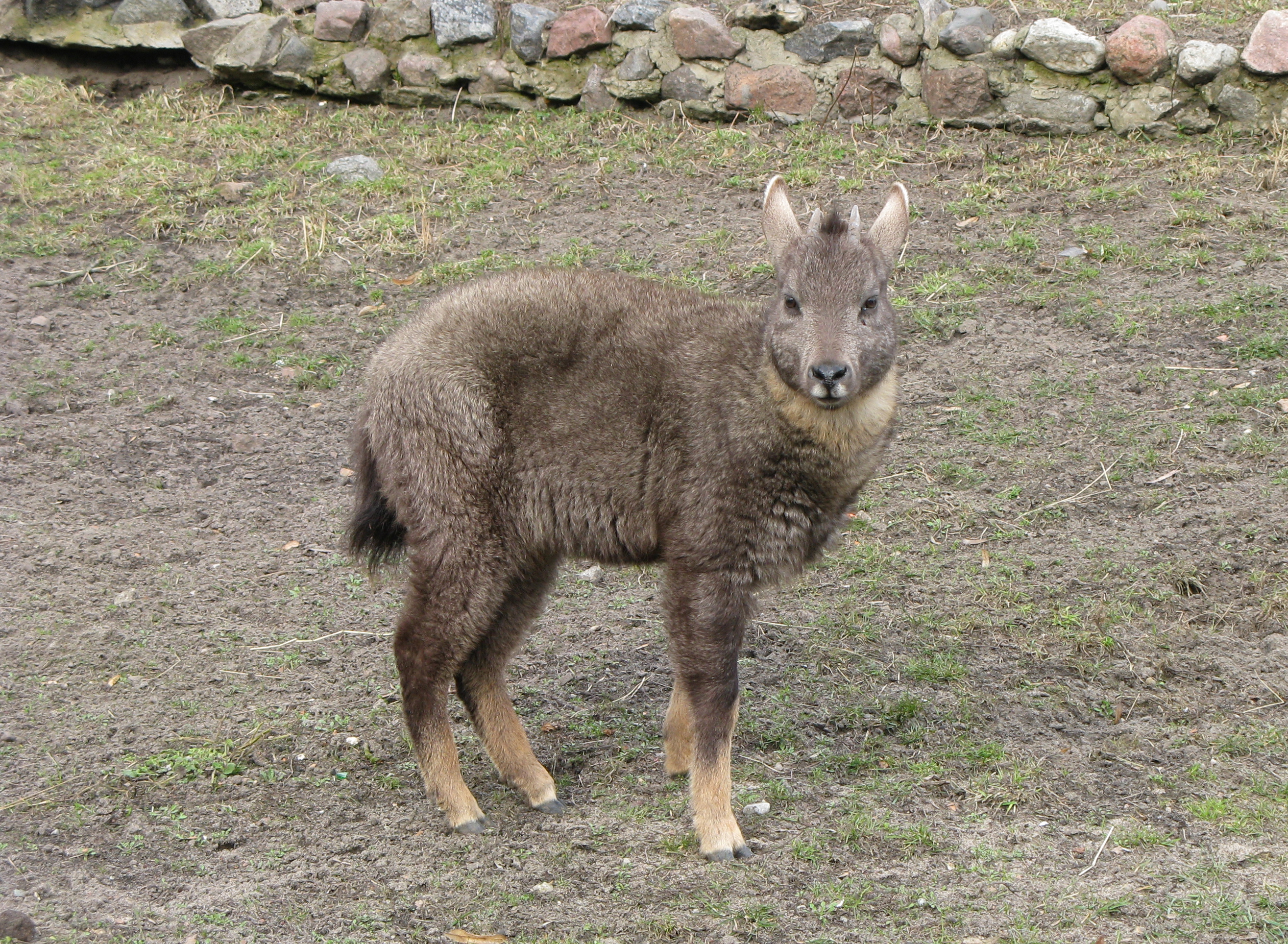
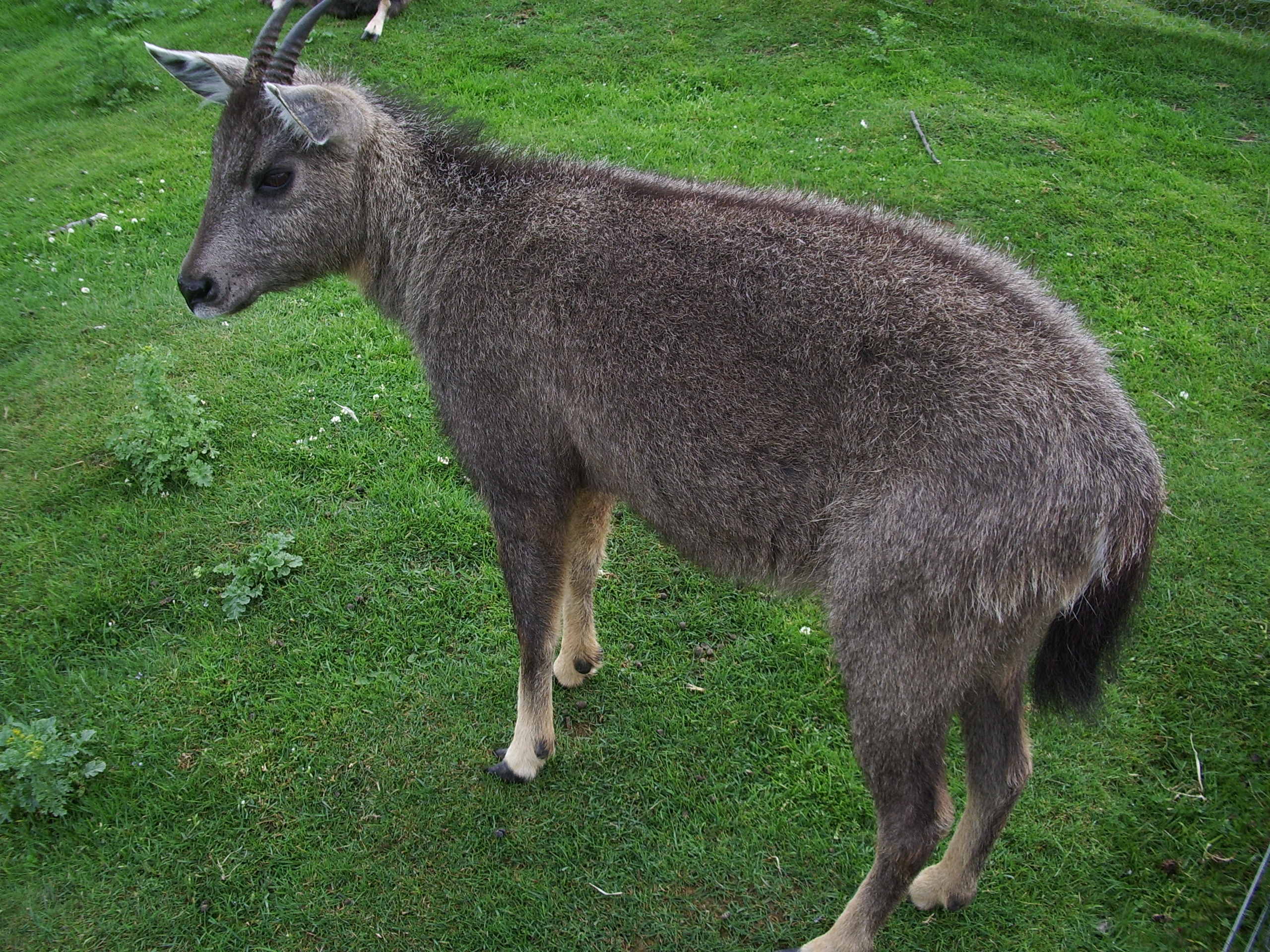